# William Owusu
Pour les articles homonymes, voir Owusu.
William Owusu, né le 13 septembre 1989 à Accra, est un footballeur ghanéen. Il évolue à Ajman Club au poste d'attaquant.

## Biographie

### En club

#### Chez les jeunes
Owusu commence à jouer au football dans son pays natal avec le Real Tamale United. Dans son pays, il est remarqué par RSC Anderlecht, qui l'amène en Belgique en 2006. Owusu ne reste qu'à Anderlecht que peu de temps. En raison d'un problème administratif, il retourne au Ghana. Là bas, il est repéré par le club portugais du Sporting Portugal.

#### Débuts professionnels et prêts
En 2008, Owusu rejoint le noyau A du Sporting Portugal. En raison de la grande concurrence, il ne s'impose pas dans l'équipe. Il joue alors principalement avec l'équipe B, mais le club refuse de le laisser partir et le loue en deuxième division portugaise, au Real Sport Clube pour une saison et demie. A l'expiration du prêt, le Ghanéen est de nouveau prêté. Le Sporting Portugal le prête jusqu'à la fin de la saison au Gil Vicente FC toujours en deuxième division portugaise.
Pour la saison 2010-2011, il est prêté au Cercle Bruges. Le club belge a un accord de coopération avec le Sporting Portugal. Owusu n'est donc pas le seul joueur à être loué au Cercle. Renato Neto et Nuno Reis appartiennent également au Sporting Portugal. Le but de ces prêts est qu'ils puissent gagner le rythme de compétition. Au Cercle, Owusu est souvent titulaire sous la houlette de l'entraîneur Bob Peeters. En première division belge, il fait ses débuts lors du match à l'extérieur contre le Germinal Beerschot.
Avec l'équipe du Cercle Bruges, il joue un match en Ligue Europa en août 2010, contre le club chypriote d'Anorthosis Famagouste. Il inscrit un but lors de ce match, malgré tout Bruges s'incline sur le score de 3-1.
En juillet 2011, le Sporting Portugal prête Owusu au KVC Westerlo et reste en Belgique. L'attaquant ghanéen est prêté pour deux années par son ancien employeur portugais.

#### Début de l'aventure anversoise
Avec le club du Royal Antwerp, il inscrit 13 buts en deuxième division belge lors de la saison 2014-2015.
L'année suivante, il est prêté au KSV Roulers pour le reste de la saison.
Lors de la finale de la saison 2016-2017, il devient champion de deuxième division grâce aux victoires aller/retour sur son ancien club, le KSV Roulers.

## Statistiques
| Saison                | Club                    | Championnat           | Championnat | Championnat | Coupe(s) nationale(s) | Coupe(s) nationale(s) | Compétition(s) continentale(s) | Compétition(s) continentale(s) | Compétition(s) continentale(s) | Total | Total |
| Saison                | Club                    | Division              | M.          | B.          | M.                    | B.                    | Comp.                          | M.                             | B.                             | M.    | B.    |
| 2008-2009             | Sporting Portugal       | Primeira Liga         | 0           | 0           | 0                     | 0                     | -                              | 0                              | 0                              | 0     | 0     |
| Sous-total            | Sous-total              | Sous-total            | 0           | 0           | 0                     | 0                     | -                              | 0                              | 0                              | 0     | 0     |
| 2009-2010             | Real Sport Clube (prêt) | Segunda Liga          | 16          | 6           | 0                     | 0                     | -                              | 0                              | 0                              | 16    | 6     |
| Sous-total            | Sous-total              | Sous-total            | 16          | 6           | 0                     | 0                     | -                              | 0                              | 0                              | 16    | 6     |
| 2009-2010             | Gil Vicente FC (prêt)   | Segunda Liga          | 13          | 2           | 0                     | 0                     | -                              | 0                              | 0                              | 13    | 2     |
| Sous-total            | Sous-total              | Sous-total            | 13          | 2           | 0                     | 0                     | -                              | 0                              | 0                              | 13    | 2     |
| 2010-2011             | Cercle Bruges (prêt)    | Jupiler Pro League    | 31          | 4           | 5                     | 1                     | C3                             | 1                              | 1                              | 37    | 6     |
| Sous-total            | Sous-total              | Sous-total            | 31          | 4           | 5                     | 1                     | -                              | 0                              | 0                              | 36    | 5     |
| 2011-2012             | KVC Westerlo (prêt)     | Jupiler Pro League    | 13          | 5           | 1                     | 0                     | C3                             | 0                              | 0                              | 14    | 5     |
| 2012-2013             | KVC Westerlo (prêt)     | Proximus League       | 33          | 11          | 1                     | 2                     | -                              | 0                              | 0                              | 34    | 13    |
| Sous-total            | Sous-total              | Sous-total            | 46          | 16          | 2                     | 2                     | -                              | 0                              | 0                              | 48    | 18    |
| 2013-2014             | Corona Braşov (prêt)    | Liga I                | 0           | 0           | 0                     | 0                     | -                              | 0                              | 0                              | 0     | 0     |
| Sous-total            | Sous-total              | Sous-total            | 0           | 0           | 0                     | 0                     | -                              | 0                              | 0                              | 0     | 0     |
| 2014-2015             | Royal Antwerp FC        | Proximus League       | 34          | 12          | 1                     | 0                     | -                              | 0                              | 0                              | 35    | 12    |
| 2015-2016             | Royal Antwerp FC        | Proximus League       | 12          | 2           | 2                     | 1                     | -                              | 0                              | 0                              | 14    | 3     |
| Sous-total            | Sous-total              | Sous-total            | 46          | 14          | 3                     | 1                     | -                              | 0                              | 0                              | 49    | 15    |
| 2015-2016             | KSV Roulers (prêt)      | Proximus League       | 8           | 3           | 0                     | 0                     | -                              | 0                              | 0                              | 8     | 3     |
| Sous-total            | Sous-total              | Sous-total            | 8           | 3           | 0                     | 0                     | -                              | 0                              | 0                              | 8     | 3     |
| 2016-2017             | Royal Antwerp FC        | Division 1B           | 19          | 7           | 2                     | 1                     | -                              | 0                              | 0                              | 21    | 8     |
| 2017-2018             | Royal Antwerp FC        | Division 1A           | 34          | 13          | 1                     | 1                     | -                              | 0                              | 0                              | 35    | 14    |
| 2018-2019             | Royal Antwerp FC        | Division 1A           | 1           | 0           | 0                     | 0                     | -                              | 0                              | 0                              | 1     | 0     |
| Sous-total            | Sous-total              | Sous-total            | 54          | 20          | 3                     | 2                     | -                              | 0                              | 0                              | 57    | 22    |
| Total sur la carrière | Total sur la carrière   | Total sur la carrière | 214         | 65          | 13                    | 6                     | -                              | 1                              | 1                              | 228   | 72    |

## Palmarès
- Royal Antwerp FC
  - Championnat de Belgique de D2
    - Champion : 2017